# Eudorylas malaisei
Eudorylas malaisei är en tvåvingeart som först beskrevs av Hardy 1972. Eudorylas malaisei ingår i släktet Eudorylas och familjen ögonflugor.
Artens utbredningsområde är Myanmar. Inga underarter finns listade i Catalogue of Life.